# Gorybia rugosa
Gorybia rugosa är en skalbaggsart som beskrevs av Martins 1976. Gorybia rugosa ingår i släktet Gorybia och familjen långhorningar. Inga underarter finns listade i Catalogue of Life.